# EXIT Project

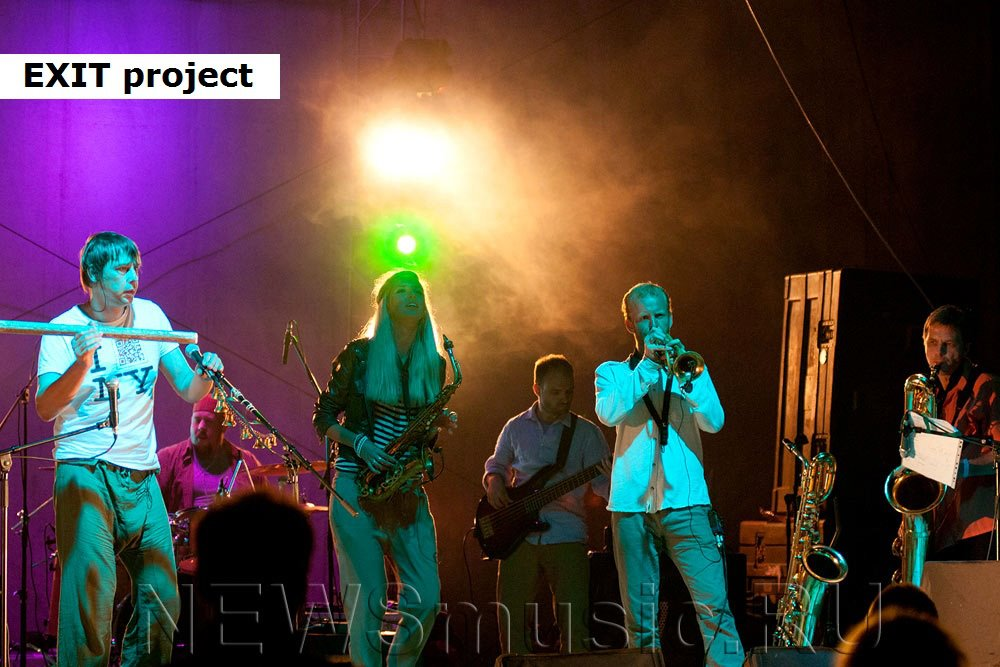

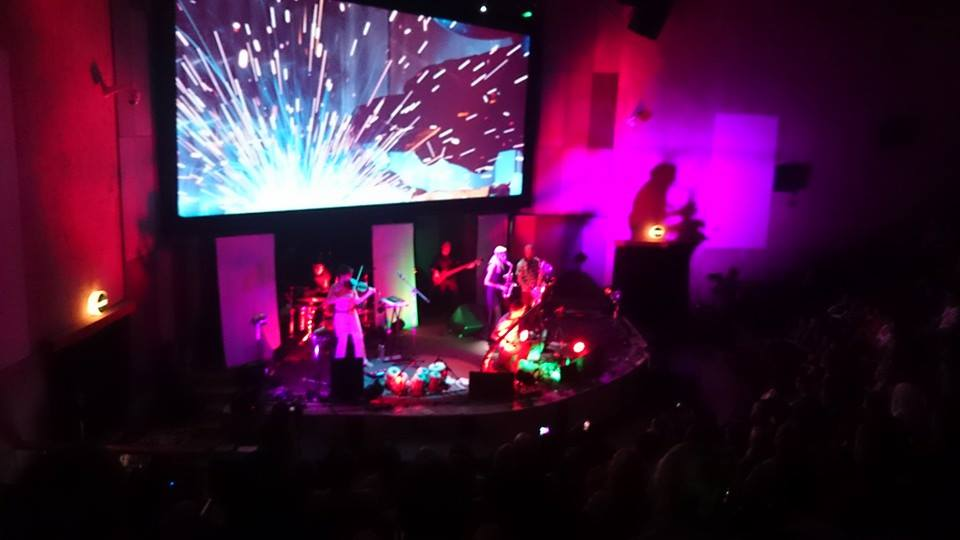

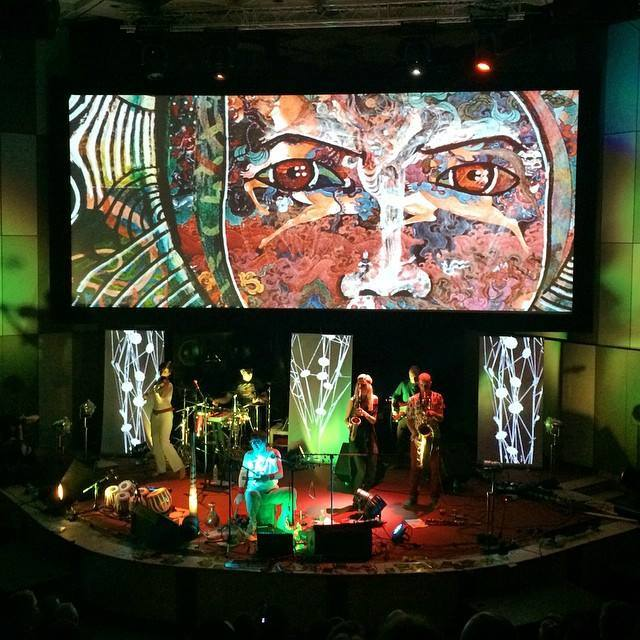
Концерт в Центральном Доме Художника, Москва

EXIT project — российская музыкальная группа, исполняющая инструментальную музыку в стиле «арт-фьюжн» (Nu Jazz, World Music, Electronic, Fusion).

## Концепция
По словам директора группы Валерия Мифодовского, EXIT project задумывался как проект, на котором можно опробовать новые альтернативные способы распространения и продвижения музыки в медиа, культурном и экономическом пространстве. Девиз проекта — «Выход есть», подразумевает с одной стороны — выход для творческого музыканта, ограниченного в силу конъюнктурности рамок диктуемых шоу-индустрией; с другой — альтернативный способ распространения музыки. Официальная цель проекта — «популяризация и непосредственное воплощение идеи свободного распространения музыки в коммерческих и некоммерческих целях».

### Стиль
Коллектив не ограничивает своё творчество одним каким-либо стилем музыки. Каждый альбом отличается по стилю от остальных. В музыке EXIT project сочетаются элементы World Music, инструментальной музыки, ню-джаза,минимализма, электронной музыки, IDM, чил-аут, Даунтемпо, этнической музыки арт-рока, экспериментальной музыки, и джаз-фьюжн Музыкальный критик и издатель журнала In Rock Владмир Импалер дал определение стилю — арт-фьюжн.

### Лицензирование
Музыка EXIT project выходит под лицензией Creative Commons CC-BY-ND, что позволяет её использовать без оплаты авторам в любых целях, в том числе коммерческих, но с обязательным указанием авторства и с запретом на создание производных работ. Её можно копировать, транслировать и пересылать друзьям. В данном случае музыка позиционируется как подарок всем, кому интересно творчество вне рамок медиа.

### Эксперименты с восприятием музыки
EXIT project являются новаторами некоторых новых форм подачи музыки. Так одной из новых форм в которой музыканты презентовали в свободный доступ свой музыкальный альбом стал мультимедийный плейкаст (PlayCast), представляющий собой синтез музыкального и визуального художественного искусства и поэтического текста: музыку можно воспринимать прямо с экрана как синтез трех элементов — звук, графика, текст. Тем самым, была сделана попытка использовать сеть как полноценную среду для публикации, а не только как склад раздачи мр3 слушателям.
Группа одной из первых издала релиз для iPhone — Appbum. Appbum (APPlication alBUM) — это новый формат издания музыки, удачное объединение приложения для iPhone и музыкального альбома. Фактически это полноценная музыкальная публикация в новой цифровой среде.
Кроме привычного прослушивая музыки, Appbum позволяет: наслаждаться тематическим слайд-шоу во время проигрывания; просматривать видеоклипы прямо в приложении; читать тексты песен и, если захочется, подпевать в режиме караоке; познакомиться с историей группы; оставлять своё мнение о творчестве группы и видеть мнения других поклонников. Релиз доступен бесплатно.
Идея принадлежит директору группы Мифодовскому Валерию. Но в силу ряда вполне рациональных обстоятельств, сначала в свет вышел англоязычный альбом группы Мумий Тролль «Paradise Ahead». А уже затем несколько других релизов в числе которых был и «Mystery Journey of Girl with her Death».
26.10.2012 Группа выпустила первый в мире альбом для iOS в новом формате 3plet. Стандарт претендует на замену CD как массового музыкального носителя.

## История
EXIT project был создан в 2001 году как открытый музыкальный проект, некоммерческая творческая лаборатория, в которую могут вливаться и творить профессиональные музыканты, с содержательными творческими идеями, не укладывающимися в формат, диктуемый конъюнктурной и коммерчески-ориентированной шоу-индустрией. Результатом стал выход в свет ряда нетривиальных музыкальных работ, использующих все доступные музыкантам акустические, электрические и электронные инструменты. Отсюда и жанровая эклектичность, названная музыкантами и критиками Арт-Фьюжн art-fusion. У истоков создания стоят бессменный директор и вдохновитель проекта Валерий Мифодовский и московский гитарист, аранжировщик Роман «RO-mix» Смирнов.

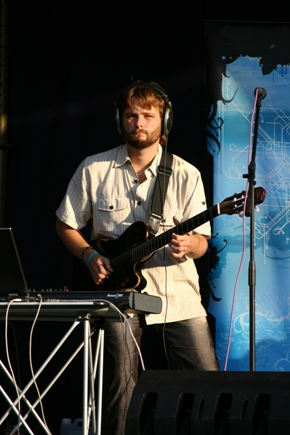
Роман «RO-mix» Смирнов

 Первый диск с характерным названием 'Live Electricity' (Живое Электричество) (2002) был издан на лейбле CD Land Records. Дебют получил живой резонанс в среде музыкальных эстетов и был благословлён ёмкой рецензией критика Артемия Троицкого: «…У EXIT project есть всякие достоинства (типа „хорошо играют“, непротивно поют, грамотно пишутся…), но более всего они мне нравятся тем, что, в отличие от всех наших разумных поп/рок-сверчков, они категорически не желают „знать свой шесток“, не определяют себя ни в какое форматное гетто. Послушать их дебютный альбом — всё равно, что пройтись в лёгкую по какой-нибудь музыкальной энциклопедии…»
Альбом разошёлся по музыкальным магазинам страны и также находится в свободном доступе в сети интернет. Несколько треков с альбома вошли в различные компиляции. Все вырученные музыкантами средства с распространения диска пошли в фонд сохранения дикой природы WWF .
Год спустя гитарист и аранжировщик Роман «RO-mix» Смирнов, основной автор Live Electricity, влился в сообщество молодых московских музыкантов — гитариста Олега Смирнова, барабанщика Владимира «Биг» Глушко, контрабасиста Михаила Финагина, флейтиста Антона Кочуркина. Поиграв в этом составе около года, коллектив выпустил демо-диск, который по количеству участников получил название «Квинтет» (2004) и также был издан под именем EXIT project. Музыкально это был сугубо акустический материал с джазовым окрасом. Сырой и записанный вживую демо-диск имел скорее внутреннюю музыкантскую ценность, и скорее фиксировал состояние и настроение музыкантов, нежели претендовал на серьёзную музыкальную значимость.
Почти сразу после записи Квинтета из состава участников вышли контрабасист Михаил Финагин (Agephonica) и флейтист Антон Кочуркин. Оставшееся трио взялось за интеграцию электронных инструментов в живое звучание, и материал демо 2006 так и не вышедший целиком на диске, стилистически уже тяготел к прог-року. Концертный состав представлял собой двух гитаристов-электронщиков и барабанщика, играющего на MIDI-барабанах. Состав выступил на нескольких крупных тематических фестивалях (In-Prog, Пустые Холмы, Space of Joy), в прямых эфирах «радио Культура» и получил высокие оценки слушателей и критиков.
В 2006 к коллективу присоединились джазовая вокалистка Екатерина Зинич, перкуссионист-шоумен Джон Кукарямба, бас-гитарист Тимур Пирогов, пианист Григорий Сандомирский, а Роман Смирнов покинул концертирующий состав.
Весной 2007 года музыканты с успехом выступили на фестивале «Золотая Маска», пригласив в состав известного фри-джазового саксофониста и импровизатора Сергея Летова. Концертный альбом Live at Golden Mask вышел три года спустя. Этим же составом EXIT project был представлен в прямом теле-эфире программы «Брать Живьём» на канале О2ТВ в ноябре 2007. Звучание «Live at Golden Mask» преимущественно живое джаз- и арт-роковое, с явно подчиненной ролью электронных инструментов — что и понятно, при таком богатом инструментальном составе:
C 2007 года музыканты активно сотрудничают с московским дизайнером Михаилом Васильевым, занимающимся как оформлением дисков проекта, так и делающим концертные афиши, полиграфической продукции, объединённых единым стилистическим почерком художника.
Параллельно с этим, самый старый участник проекта Роман «RO-mix» Смирнов выпустил сольный альбом Hack The World (2005). Будучи студийной работой, альбом стилистически и настроением продолжал канву Live Electricity (2002) и отличался неповторимой самобытностью, с приматом электронного звучания.
Альбом был оригинально издан сразу в нескольких версиях (на USB Flash в двух версиях, в жестяной коробке с элитным чаем и инструкцией по «взлому мира») и разошёлся среди меломанов как один из немногих современных артефактов экспериментальной и электронной российской сцены. Жанрово материал тяготел к IDM с нетривиальными полифоническими мелодическими фактурами. Некоторые треки были использованы в аудио-сказке Карандаш и самоделкин в Египте, московского арт-проекта Аудио-Театр Альбом приобрел широкий успех, когда журналы Салон Аудио и Видео и Автозвук выпустили альбом тиражом 50000 копий приложением к печатному выпуску. Также материал альбома использован в аудиошоу «Space Mowgli» по мотивам повести «Малыш» братьев Стругацких, а также в Народной книге по мотивам романа Евгения Гришковца Реки.. Тем не менее, альбом был исключительно студийной работой и его композиции ни разу не были исполнены вживую.

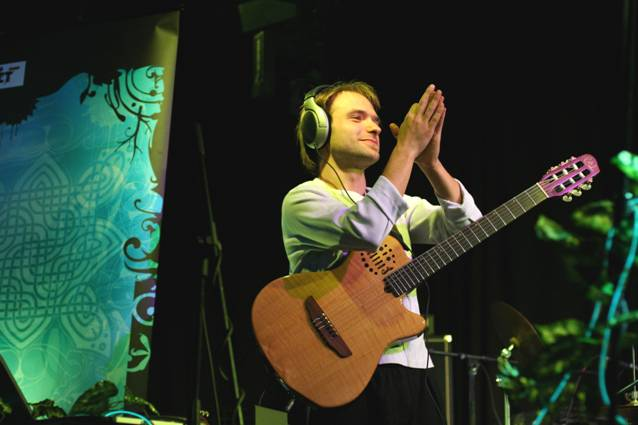
Олег Смирнов

В 2007 году Роман Смирнов и Олег Смирнов работали над новым релизом. Третий студийный альбом EXIT project получил название «Mystery Journey of Gil With Her Death» («волшебное путешествие девочки и её смерти»). рецензии. Это концептуальная история про девочку из прошлого, которая попала в будущее, которого нет… Кульминацией диска явилась аудио-сказка «Девочка и Смерть», повествующая о тонких гранях реального и ставящая множество философских вопросов перед слушателем. Альбом впервые вышел в свободный доступ в интернет в форме мультимедийного подкаста, представляющего собой синтез музыки, визуального художественного искусства и поэтического текста: музыку можно воспринимать прямо с экрана как синтез трех элементов — звук, графика, текст, каждый трек стал проиллюстрирован текстом и графикой художника Валерия Кудаева. Затем вышел и физический CD. Треки с альбома разошлись по большому количеству сборников.
Тем временем, параллельно существующий «живой» концертирующий состав Live at Golden Mask распадается.
В 2008 году формируются две независимые концертные программы. Роман Смирнов, Олег Смирнов совместно с Кириллом Паренчуком (перкуссия, сопрано саксофон) формируют мобильное импровизационное трио «Shanti Place», совмещающее богатое электронное звучание с выраженным колоритом индийской музыки. А вскоре Джон Кукарямба, Владимир «Биг» Глушко, Олег Смирнов и Роман Смирнов формируют перкуссионно и акустически ориентированную импровизационную программу «Ku-Dance».
Параллельно готовятся к изданию две студийные работы — альбом «Shanti Place», представленный преимущественно композициями Романа Смирнова и альбом «Сон Через Мост», продюсируемый Олегом Смирновым при участии Кирилла Паренчука, Екатерины Зинич.
Весной 2010 года EXIT project собирается новый концертирующий состав, продолжающий концепцию программы «Live at Golden Mask». Новая программа получила название Color Splashes — большой состав включил в себя Олега Смирнова (программинг, бас-гитара, гитара), Владимира «Биг» Глушко (ударные), Джона Кукарямбу (перкуссия, эффекты, голос), Марию Логофет (скрипка) и Анастасию Богуславскую (саксофон).

## Концертная программа
Весной 2010 музыканты начали работу над новой концертной программой, получившей название — Color Splashes — (букв. «всплески цвета») жанрово представляющую собой смесь World Music, современной клубной Nu Jazz и электронной Electronic music музыки.
Концертирующий состав:
Олег Смирнов (программинг, гитары, бас гитара), Владимир BIG Глушко (ударные), Мария Логофет (скрипка), Анастасия Богуславская (саксофоны), Джон Кукарямба (перкуссия, голос, эффекты), а также концертный звукорежиссёр Никита Филиппов и видеоарт от лучших приглашенных ви-джеев Москвы.
Color Splashes является новым этапом концепции живого концертирующего состава EXIT project, ранее изданного на концертном альбоме Live at Golden Mask (2007). По мнению критиков и самих музыкантов, Color Splashes — наиболее яркое и красочное музыкальное шоу с богатым музыкальным и смысловым содержанием и высокопрофессиональным исполнением, которое коллективу удавалось создать за всю историю живых выступлений.
В настоящий момент, параллельно с активной концертной клубной и фестивальной деятельностью идет работа над альбомом «Color Splashes».
Видео с презентации концертной программы https://www.youtube.com/watch?v=QXyUG7h_XcE
Аудио запись концертной программы в клубе Гоголь Live 2011 http://exitproject.promodj.ru/groups/235361.html

## Состав
- Олег Смирнов (гитара, бас, программирование) (2003-present)
- Владимир «Big» Глушко (ударные, перкуссия) (2003-present)
- Джон Кукарямба (перкуссия, эффекты, голос) (2006-present),
- Мария Логофет (скрипка, клавишные) (2010-present),
- Олег Маряхин (саксофоны, труба) (2012-present)
- Никита Филиппов (концертный звук) (2010-present)
- Валерий «MIF» Мифодовский (Промо, стратегия, менеджмент) (2001-present),
- Кирилл Паренчук (табла, сопрано сакс) (2008-present)
- Роман «RO-mix» Смирнов (гитара, программирование) (2001-present)
- Анастасия Богуславская (альт-саксофон) (2007-present),
- Николай Рубанов (саксофоны)

### Бывшие участники
- Katerina «Kotya» Zinich (вокал) (2006-present)
- Michael «Kotovsky» Finagin (double bass) (2003—2004)
- Anton Kochurkin (Flute)(2003—2004)
- Тимур Пирогов (bass) (2007—2008)
- Gregory Sandomirsky)(keyboards) (2007—2008)

## Дискография

### Студийные альбомы
- Live Electricity (2002, CD Land Records) (Digital, издано в свободный доступ и распространение в сети интернет под лицензией Creative Commons)
- Hack The World (CD 2005, издано в свободный доступ и распространение в сети интернет под лицензией Creative Commons)
- Mystery Journey of Girl with her Death (CD 2007, Digital, 3plet app, 2014 издано в свободный доступ и распространение в сети интернет под лицензией Creative Commons)
- Сон Через Мост (CD, 3plet 2012)[14] (Digital, 3plet app, 2014 издано в свободный доступ и распространение в сети интернет под лицензией Creative Commons)
- The Past is the Future (Digital 2014)
- Color Splashes v1 (CD 2014)
- Color Splashes v2 (Digital 2015)
- The Best 20.20 (Digital 2020, Content Chaos)

### Концертные альбомы
- Live at Golden Mask (2007), (CD 2011 Союз) концерт на фестивале Золотая Маска с участием саксофониста Сергея Летова.
- «LiveSplashes» EP(2011), (CD 2011, 3plet 2012 Союз) премьера программы Color Splashes в клубе Gogol' 4 марта 2011

### Сборники, компиляции и другие релизы
- EXIT project — DEMO 2001 аудиокассета 500 экз.
- Сборник журнала Play — «Русская сборка» Журнал Play № 3 2002
- Пропаганда − 2 (CD, сборник) 2002
- OpenMusic Compilation (CD 2002, mp3 сборник), Alt Linux.
- Пропаганда − 3 (CD, сборник) 2003
- Music for designers — Compilation (CD, сборник) 2003 Indexdesign
- Quintet (демо 2004), издано в свободный доступ и распространение в сети интернет под лицензией Creative Commons)
- Сборник журнала Play — «Русская сборка»-replay Журнал Play № 12 2004
- Free!Music Compilation (CD, mp3 сборник), Alt Linux.
- CD: EXIT project «Hack the World» Журналы Автозвук и Салон Audio Video № 2/2006
- Музыка для Мозгов-3: «Погружение» Журналы Автозвук и Салон Audio Video № 4/2006 CD SAV 06051 (CD, сборник)
- EXIT project «Mystery Journey Of Girl With Her Death» (DVD приложение к журналу Mobi № 12 2007)
- «Сборник Free!Music — Музыка для людей» (DVD приложение к журналу Mobi № 12 2007)
- CD Free!Music Журналы Автозвук и Салон Audio Video Free!Music — Музыка для людей (№ 1 01.2007) (CD, сборник)
- CD StereoSummer Журналы Автозвук и Салон Audio Video. Сборник российской электронной музыки (№ 8 08.2007) (CD, сборник)
- «Ad Astra». Российская <космическая> музыка (Журналы Автозвук и Салон Audio Video № 4 04.2007) (CD, сборник)
- GoldenMask.Club — Zibaldone (2007, BAd TaStE, btp27) (CD, сборник)
- Новогодний серпантин (Журналы Автозвук и Салон Audio Video № 1 01.2008) (CD, сборник)
- CD Музыка блогосферы Журналы Автозвук и Салон Audio Video № 7 07/2008 (CD, сборник)
- «Four Seasons — Russian Winter» 2009 (CD, сборник) Pitch Music Publishing и лейбл Fusion — третий сборник отечественной СhillOut-музыки
- Gorchitza RMXS 2009 Lavina Music (Украина) (CD, сборник)
- «Four Seasons — Russian Autumn» 2009 (CD, сборник)
- Tunguska Chillout Grooves vol. 2 2009 (CD, сборник)
- Tunguska Electronic Music Society — Tunguska Chillout Grooves vol. 3 (Lilith & Selena) 2009 (digital, сборник)
- Tunguska Electronic Music Society — Tunguska Chillout Grooves vol. 4 2009 (digital, сборник)
- Tunguska Electronic Music Society — Ellipsis: Tunguska.Shaman.Vimana. 2010 (digital, сборник) Tunguska Electronic Music Society
- EXIT project — Mystery Journey of Girl with her Death (DVD приложение к журналу Mobi) № 84; август 2010
- EXIT project «Бумажный релиз». Диск для промоакции бумаги Ballet, компании International Paper. 2010
- Tunguska — Favorite Яркий коллективный проект, посвящённый Тунгусскому феномену (DVD приложение к журналу Мир фантастики) № 86; Октябрь 2010
- EXIT Project feat. Sergey Letov — Live at Golden Mask (DVD приложение к журналу Мир фантастики)№ 2(90); февраль 2011
- Tunguska Electronic Music Society — Tunguska Chillout Grooves vol. 7 2011 (digital, сборник)
- Night Dreams, — Various, 2011 (Украина) (CD, сборник)
- Tunguska Electronic Music Society — Craters: Romeiko 2012 (digital, сборник)
- Tunguska Electronic Music Society — Tunguska Chillout Grooves X / vol.10 2013 (digital, сборник)
- Tunguska Electronic Music Society — Autumn Tram 2013 (CD, 3plet, digital, сборник)
- Kissthesound — Other Worlds vol.1 2013 — (CD, 3plet, digital, сборник)
- Zebra 40 — Relax and Love, Various 2013 — (digital, сборник)
- Fables of the 30th Parallel — NOW 2013 (CD, сборник)
- 3plet Гринпис России — Всемирное наследие. 2014
- 3plet Центр культурных инициатив Новой Москвы — Путеводитель по новым территориям Москвы. 2014 (digital, сборник)
- 3plet Tunguska — Tunguska EMS for Creative Commons 2014 (digital, сборник)
- Tunguska Electronic Music Society — Craters: Cheko 2014 (digital, сборник) (DVD приложение к журналу Мир фантастики)№ 1(137) ЯНВАРЬ 2015
- Sanctuary — Dolphin Embassy 2016 (CD, сборник)
- 3plet — «Первый космический» — 2016 Сборник Московского музея космонавтики. (digital, сборник)
- Various Artists «12.04» — 2020 сборник ко дню космонавтики. Content Chaos (digital, сборник)
- Various Artists «Космос» — 2020 Content Chaos (digital, сборник)

## Некоторые факты
- Совокупный тираж дисков, на которых вышла музыка EXIT project, превысил 1 000 000 копий[15][16][17][18][19][20][21][22][23][24][25][26][27][28][29][30][31][32][33][34][35][36][37][38][39][40].
- Музыка EXIT project неоднократно использовалась в видеороликах WWF (Всемирного Фонда Дикой Природы)[41] и Greenpeace[42].
- EXIT project стал первой группой в стране и СНГ, поддержавшей движение за свободное распространение музыки Free!Music.
- Альбом Mystery Journey of Girl with her Death CD 2007 стал первым физическим релизом в России, вышедшим под лицензией Creative Commons.
- Хотя двое из основных участников EXIT project — Олег Смирнов и Роман Смирнов имеют одну и то же фамилию — они не являются родственниками, а просто однофамильцы[43].
- Роман Смирнов и Валерий Мифодовский являются основателями и идеологами движения «Free!Music».
- В 2005 компания PepsiCo выпустила CD, который включал несколько композиций с альбома Hack The World в ремиксах. Участникам EXIT project настолько не понравились ремиксы, что они попросили о том, название EXIT project не фигурировало на CD.
- Группа оказалась второй в мире, выпустившей альбом на USB Flash (Март 2006).
- Коллектив группы не только не борется с «пиратством», но даже поощряет его. Так в сайд проекте Владимира Бига Глушко personal EXIT в CD «Живу-Live» 2008 была вложена оформленная в стиле релиза чистая CD-R болванка с призывом делать копии и делиться ими с друзьями.